# Maurice Strong
Maurice Frederick Strong (29 de abril de 1929 – 27 de noviembre de 2015) fue un empresario petrolero, minero canadiense y diplomático que se desempeñó como Secretario General Adjunto de las Naciones Unidas.   
Strong comenzó su carrera como empresario en el sector petrolero de Alberta y fue presidente de Power Corporation of Canada hasta 1966. A principios de la década de 1970 fue Secretario General de la Conferencia de las Naciones Unidas sobre el Medio Humano y luego se convirtió en el primer director ejecutivo del Programa de las Naciones Unidas para el Medio Ambiente. Regresó a Canadá para convertirse en director ejecutivo de Petro-Canada de 1976 a 1978. Dirigió Ontario Hydro, una de las empresas eléctricas más grandes de América del Norte, fue presidente nacional y director del Comité de Extensión de la Alianza Mundial de YMCA y dirigió American Water Development Incorporated. Se desempeñó como comisionado de la Comisión Mundial sobre el Medio Ambiente y el Desarrollo en 1986 y fue reconocido por la Unión Internacional para la Conservación de la Naturaleza como líder del movimiento ambientalista internacional.
Fue presidente del Consejo de la Universidad para la Paz de 1998 a 2006. En años recientes, Strong fue profesor honorario activo en la Universidad de Pekín y presidente honorario de su fundación ambiental. Fue presidente del consejo asesor del Instituto de Investigación sobre Seguridad y Sostenibilidad para el Noreste Asiático. Murió a los 86 años en 2015.

## Infancia y juventud
Maurice Strong era niño durante la Gran Depresión y pasó por una grave pobreza. Su padre fue despedido de su trabajo al comienzo de la era de la Depresión y desde entonces mantuvo a su familia con trabajos ocasionales; su madre sucumbió a una enfermedad mental y murió en un hospital psiquiátrico. Nació en Oak Lake, Manitoba, una ciudad en las praderas canadienses sobre la línea principal del Ferrocarril Principal de Canadá. Es primo de la periodista y activista estadounidense Anna Louise Strong.
Strong declaró posteriormente que haber crecido durante la Gran Depresión lo radicalizó y que se consideraba "socialista en ideología, capitalista en metodología". Abandonó la secundaria a los 14 años y no asistió a la universidad. A pesar de su falta de educación formal, se convirtió en director ejecutivo de muchas empresas.

## Negocio
En 1948, cuando tenía diecinueve años, Strong fue contratado como aprendiz por una firma de corretaje, James Richardson &amp; Sons, Limited de la ciudad de Winnipeg, donde se interesó en el negocio del petróleo, siendo transferido como especialista en petróleo a la oficina de Richardson en Calgary, Alberta. Allí conoció a una de las figuras de la industria petrolera, Jack Gallagher, quien lo contrató como su asistente. En Dome Petroleum de Gallagher, Strong ocupó varios roles, incluido el de vicepresidente de finanzas. Dejó la empresa en 1956 y creó su propia firma, M.F. Strong Management, que asesoró a inversores a localizar oportunidades en el sector petrolero de Alberta.
En la década de los 50, se hizo cargo de una pequeña empresa de gas natural, Ajax Petroleum, y la convirtió en una de las empresas más grandes de la industria, Norcen Resources. Esto atrajo la atención de una de las principales corporaciones de inversión de Canadá, con intereses en los negocios de energía y servicios públicos: Power Corporation of Canada. Allí lo nombraron inicialmente vicepresidente ejecutivo y luego presidente desde 1961 hasta 1966.
En 1976, a petición del Primer Ministro Pierre Trudeau, Strong regresó a Canadá para dirigir la recién creada compañía petrolera nacional, Petro-Canada.
Estaba previsto que se presentara como candidato del Partido Liberal de Canadá en Scarborough Centre en las elecciones federales de 1979, pero decidió abandonar la campaña y regresar a al sector privado para gestionar AZL Resources, una promotora petrolera de Denver que había adquirido previamente, donde se desempeñó como presidente y fue el mayor accionista. En 1981, Strong fue demandado por supuestamente exagerar el precio de las acciones antes de una fusión que finalmente fracasó. Strong aceptó pagar una conciliación de 4,2 millones de dólares, a pedido de su compañía de seguros. AZL se fusionó con Tosco Corporation, de la cual Strong adquirió 65,000 hectáreas del Rancho Baca en Colorado, que albergaría la Fundación Manitou de Strong.
Posteriormente, Strong fue presidente de la Corporación de Inversión para el Desarrollo de Canadá, el holding de algunas de las principales corporaciones gubernamentales de Canadá. En 1992, llegó a ser presidente de Ontario Hydro.
El periodista canadiense Charles Lynch señaló que Strong “tendía a salir mejor parado que las empresas e instituciones que habían utilizado sus talentos”. Se decía que se había convertido en multimillonario gracias a sus diversos emprendimientos, pero en 2010 él afirmó que “nunca estuvo ni cerca de serlo”.

### American Water Development
El 31 de diciembre de 1986, Strong fundó American Water Development Incorporated (AWDI), que manejaba junto con sus asociados, William Ruckelshaus, Richard Lamm, Samuel Belzberg y Alexander Crutchfield Jr. Presentó una solicitud ante el Tribunal Distrital de la División de Aguas 3 en Alamosa, Colorado para obtener el derecho a bombear agua subterránea de las tierras de la concesión Luis Maria Baca No. 4 y otras tierras en el condado de Saguache, Colorado, en el valle de San Luis, y venderla a los distritos de agua en el corredor urbano Front Range de Colorado. El proyecto fue rechazado por vecinos que contaban con derechos de agua, los distritos locales de conservación de agua, el Departamento de Recursos Naturales de Colorado y el Servicio de Parques Nacionales, quienes alegaron que el proyecto afectaría los derechos de agua de otros y causaría un daño ambiental significativo a los ecosistemas de humedales y dunas de arena cercanos al reducir el flujo de agua superficial. Tras un largo juicio que concluyó en 1992, los tribunales de Colorado fallaron en contra de AWDI y ordenaron el pago de una parte de los gastos legales de los opositores —3,1 millones de dólares— que se destinaron posteriormente a combatir el intento de AWDI de apropiarse de agua superficial para un uso considerado beneficioso. Mientras esto sucedía, Strong abandonó la empresa.

### Tecnología de metales fundidos
Maurice Strong fue director de Molten Metal Technology, Inc., una empresa de tecnología ambiental fundada en 1989 que afirmaba tener una tecnología innovadora que podía utilizarse para reciclar residuos peligrosos y transformarlos en productos reutilizables. Durante los años 1992–1995, esta innovación atrajo aproximadamente 25 millones de dólares en subvenciones de investigación del Departamento de Energía de los Estados Unidos. A lo largo del período comprendido entre el 28 de marzo de 1995 al 18 de octubre de 1996 (conocido como el "período de la clase"), Molten Metal infló artificialmente el precio de sus acciones al tergiversar materialmente la capacidad de su tecnología, concretamente a través de una serie de anuncios públicos. Al 11 de marzo de 1996, Strong poseía aproximadamente 40,000 acciones y otras 262,000 acciones eran propiedad de una empresa de la cual Strong era presidente. La empresa se declaró en quiebra y el caso se resolvió por 11,8 millones de dólares, sin que se dictara sentencia por irregularidades.

## Trabajo en las Naciones Unidas

Bandera de las Naciones Unidas

En 1947, Strong compartía casa con el primer Tesorero de las Naciones Unidas, Noah Monod, quien, a petición suya, consiguió un trabajo para él en la ONU, comenzando como oficial de seguridad subalterno en la sede de las Naciones Unidas en Lake Success, Nueva York. Posteriormente regresó a Canadá y, con el apoyo de Lester B. Pearson, dirigió la fundación de la Agencia Canadiense para el Desarrollo Internacional en 1968.[cita requerida]

### Conferencia de Estocolmo
En 1971, Strong encargó un informe sobre el estado del planeta, Only One Earth: The Care and Maintenance of a Small Planet (Sólo una Tierra: el cuidado y mantenimiento de un pequeño planeta), coescrito por Barbara Ward y René Dubos. El informe resumía las conclusiones de 152 destacados expertos de 58 países, como preparación para la primera conferencia de las Naciones Unidas sobre el medio ambiente, celebrada en Estocolmo en 1972.
Fue el primer informe mundial sobre el “estado del medio ambiente”.
La Conferencia de Estocolmo estableció el medio ambiente como parte de una agenda de desarrollo internacional. Esto condujo a la creación del Programa de las Naciones Unidas para el Medio Ambiente (PNUMA) por la Asamblea General de las Naciones Unidas en diciembre de 1972, con sede en Nairobi, Kenia, y a la elección de Strong para dirigirlo. El PNUMA fue la primera agencia de las Naciones Unidas que tuvo su sede en un país en vías de desarrollo. Como director del PNUMA, Strong convocó la primera reunión internacional de un grupo de expertos sobre el cambio climático.
Strong fue uno de los comisionados de la Comisión Mundial sobre el Medio Ambiente y el Desarrollo, creada como organismo independiente por las Naciones Unidas en 1983.

### Cumbre de la Tierra
El papel de Strong en la dirección del programa de ayuda contra la hambruna en África (dirigido por las Naciones Unidas) fue el primero de una serie de tareas de asesoramiento en la ONU, que incluyeron reformas y su nombramiento como Secretario General de la Conferencia de la ONU sobre el Medio Ambiente y el Desarrollo, más conocida como la Cumbre de la Tierra, que se celebró en Río de Janeiro del 3 al 14 de junio de 1992. Según Strong, los participantes de la Conferencia de Río adoptaron principios sólidos pero no tomaron medidas suficientes para evitar una tragedia ambiental global, debido a que solo se comprometieron a gastar menos del 5% de los 125,000 millones de dólares que él consideraba apropiados para proyectos ambientales en países en desarrollo. Esta opinión fue secundada por el Secretario General de la ONU, Boutros Boutros-Ghali, quien declaró a los delegados: "El nivel actual de compromiso no es comparable con el tamaño y la gravedad de los problemas".
Después de la Cumbre de la Tierra, Strong continuó asumiendo un papel de liderazgo en la implementación de los resultados de los acuerdos de la Cumbre de la Tierra a través del establecimiento del Consejo de la Tierra, actuando como copresidente de la Comisión de la Carta de la Tierra al comienzo del movimiento de la misma; su presidencia del Instituto de Recursos Mundiales; su membresía en la junta directiva del Instituto Internacional para el Desarrollo Sostenible; el Instituto Ambiental de Estocolmo; el Instituto África-América; el Instituto de Ecología de Indonesia; el Instituto Beijer de la Real Academia Sueca de Ciencias y otros. Strong fue durante mucho tiempo director de la Fundación del Foro Económico Mundial, asesor principal del presidente del Banco Mundial, miembro del Consejo Asesor Internacional de Toyota Motor Corporation, del Consejo Asesor del Centro para el Desarrollo Internacional de la Universidad de Harvard, del Consejo Empresarial Mundial para el Desarrollo Sostenible, de la Unión Mundial para la Naturaleza (UICN), del Fondo Mundial para la Naturaleza, de Resources for the Future y de las Becas Eisenhower. Sus actividades de servicio público se llevaron a cabo de manera pro bono, lo cual fue posible gracias a sus actividades comerciales, que incluyeron la presidencia del Grupo Asesor Internacional de CH2M Hill, Strovest Holdings, Technology Development Inc., Zenon Environmental y, más recientemente, Cosmos International y China Carbon Corporation.
Strong ejerció una fuerte presión para cambiar la perspectiva de las ONG sobre el Banco Mundial. Algunos creen que inspiró las obras del exvicepresidente estadounidense Al Gore sobre el cambio climático. En 1999 Strong asumió la tarea de tratar de restablecer la viabilidad de la Universidad para la Paz, con sede en Costa Rica, establecida en virtud de un tratado.
De 2003 a 2005, Strong sirvió como enviado personal del Secretario General de las Naciones Unidas, Kofi Annan, para liderar el apoyo a la respuesta internacional a las necesidades humanitarias y de desarrollo de la República Popular Democrática de Corea.

### Universidad para la Paz
La Universidad para la Paz fue fundada en 1980 por la Asamblea General de las Naciones Unidas. Maurice Strong asumió el cargo de director en 1999, donde estuvo en el centro de controversias, particularmente en referencia al desalojo de la estación de radio Radio for Peace International (RFPI), la huida del Consejo de la Tierra en 2003 y la implementación de programas de entrenamiento militar en el campus. En julio de 2002, RFPI recibió una notificación de desalojo basada en reclamos de que la estación estaba operando sin los permisos adecuados, lo cual RFPI refutó. Quienes están cerca de la situación afirman que los funcionarios de la UPAZ no aprobaron las críticas que estaban recibiendo de la estación y tomaron el asunto en sus manos cuando se cortó la electricidad del edificio y se colocó una cerca de alambre alrededor del perímetro. Strong fue miembro de la junta directiva del Consejo de la Tierra, que se creó como un organismo internacional para promover las políticas ambientales establecidas en la Cumbre de la Tierra en 1992. El gobierno de Costa Rica donó más de 8 hectáreas de tierra para ser utilizadas por el Consejo de la Tierra, pero cuando los planes de construcción fracasaron, supuestamente se vendió por 1,65 millones de dólares. El Consejo de la Tierra se trasladó temporalmente al campus de la UPAZ hasta diciembre de 2003, momento en el que se trasladó a Canadá en medio de acusaciones gubernamentales y demandas de millones de dólares.

### Escándalo del programa Petróleo por Alimentos de 2005
En 2005, durante las investigaciones del Programa Petróleo por Alimentos de las Naciones Unidas, la evidencia obtenida por investigadores federales y la investigación autorizada por la ONU a Paul Volcker mostraron que en 1997, mientras trabajaba para Annan, Strong había endosado un cheque por 988.885 dólares, a nombre de "Mr. M. Strong", emitido por un banco jordano. Se informó que el cheque fue entregado en mano al Sr. Strong por un empresario surcoreano, Tongsun Park, quien en 2006 fue condenado en un tribunal federal de Nueva York por conspirar para sobornar a funcionarios de la ONU para manipular el programa Petróleo por Alimentos a favor de Saddam Hussein. El Sr. Strong nunca fue acusado de ningún delito. Durante la investigación, Strong renunció a su puesto en la ONU, declarando que "se mantendría al margen hasta que se disipara la nube".
Se dijo que el asunto surgió de "la maraña de relaciones personales, asociaciones público-privadas, fondos fiduciarios dudosos, canales de financiación no auditados y empresas entrelazadas que la ONU moderna ha llegado a encarnar", en la que Strong tuvo un papel importante. En respuesta, Strong afirmó que "todo lo que hice lo revisé cuidadosamente con los EE. UU." 
Poco después de esto, Strong se mudó a un apartamento de su propiedad en Beijing, parecía haberse establecido. Dijo que su salida de la ONU estuvo motivada no por las investigaciones del programa Petróleo por Alimentos, sino por la sensación que tenía en ese momento, como asesor especial del Sr. Annan sobre Corea del Norte, de que la ONU había llegado a un punto muerto. "Esto coincidió con la publicidad alrededor de mis supuestas actividades nefastas", insistió. "No tuve ninguna participación en el programa Petróleo por Alimentos ... Simplemente me mantuve al margen."  En el informe de Volcker del 7 de septiembre, concluyó: "Si bien hay evidencia de que funcionarios iraquíes intentaron establecer una relación con el Sr. Strong, el Comité no ha encontrado evidencia de que el Sr. Strong estuviera involucrado en asuntos iraquíes o asuntos relacionados con el Programa o que tomara alguna medida a solicitud de funcionarios iraquíes."

### Homenaje del Secretario General de la ONU
El Secretario General de las Naciones Unidas, Kofi Annan, cerca del final de su mandato, rindió el siguiente homenaje a Maurice Strong:

Al mirar hacia atrás en el tiempo que compartimos, hemos atravesado muchas pruebas y dificultades, y estoy agradecido de haber contado con tu visión global y tu sabio consejo en numerosos asuntos cruciales, en especial la delicada cuestión de la península de Corea y el papel cambiante de China en el mundo. Se valora especialmente tu firme compromiso con el medio ambiente, el multilateralismo y la resolución pacífica de los conflictos.

### Participación posterior

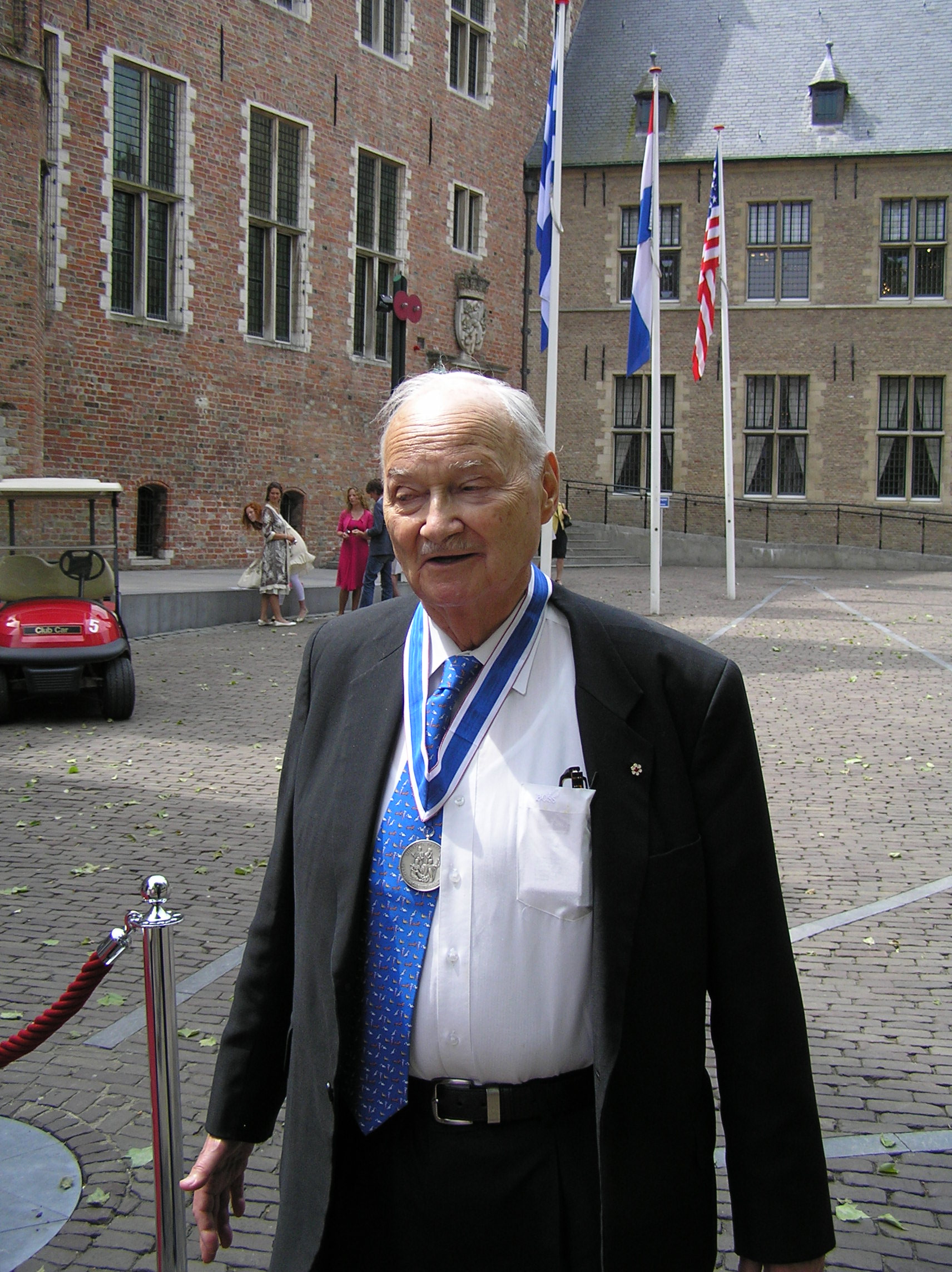
Maurice Strong recibió el Premio Cuatro Libertades por la libertad ante la miseria en 2010

En 2010, Strong describió la naturaleza de sus actividades en ese momento: "Estoy retirado de todos mis cargos oficiales, pero sigo muy activo. Mantengo relaciones cercanas con la ONU. No tengo ningún cargo en la ONU, pero sigo colaborando bastante con varias actividades del organismo, especialmente en relación con China y esa región. No tengo responsabilidades gubernamentales ni un rol formal. Sin embargo, continúo activo".
Motivado por la conferencia Río+20 en el año 2012, contribuyó a un libro de Felix Dodds y Michael Strauss titulado Only One Earth — El Largo Camino vía Río hacia el Desarrollo Sostenible, que repasó los últimos cuarenta años y los desafíos para el futuro. Asistió a la conferencia, cuyos gastos de viaje fueron cubiertos por el Programa de las Naciones Unidas para el Desarrollo.

### Controversia
Maurice Strong no era ajeno al escepticismo y la crítica debido a su participación de toda la vida en la industria petrolera, lo que contrastaba con sus estrechos vínculos con cuestiones ambientales. Algunos[¿quién?] se preguntan por qué un "petrolero" fue elegido para ocupar cargos tan codiciados y respetados en el ámbito ambiental. Una de las empresas de Strong, Desarrollos Ecológicos, construyó un hotel de lujo de 35 millones de dólares dentro del Refugio de Vida Silvestre Mixto Jairo Mora Sandoval Gandoca-Manzanillo, en Costa Rica, donde el desarrollo está restringido y debe ser aprobado por la Asociación Indígena Kekoldi, lo cual no ocurrió. «Él (Strong) apoya a los indígenas y la conservación en todo el mundo, y aquí está haciendo todo lo contrario», lamentó Demetrio Myorga, presidente de la Asociación Indígena Kekoldi. Maurice Strong fue asesor cercano del exsecretario general de las Naciones Unidas, Kofi Annan, y se vio implicado en lo que hoy se conoce como el escándalo del programa Petróleo por Alimentos, habiendo recibido presuntamente millones de dólares de lobbistas norcoreanos e iraquíes.

## Muerte, funeral y servicios conmemorativos
Strong murió a la edad de 86 años el 27 de noviembre de 2015  en Ottawa, Ontario. Se celebró un funeral en esa ciudad a principios de diciembre de 2015, y un servicio conmemorativo público tuvo lugar a fines de enero de 2016 frente a Parliament Hill El acto fue transmitido por CPAC,  y entre los oradores estuvieron James Wolfensohn, Adrienne Clarkson, John Ralston Saul y Achim Steiner. También se recibieron homenajes escritos de Mikhail Gorbachev, Gro Harlem Brundtland y Kofi Annan.

## Impacto
Aunque de apariencia poco destacada, se decía que Strong contaba con "una red asombrosa" que conectaba a grupos de interés muy diversos. Un observador describió su "gozo apenas disimulado al explicar sus maniobras políticas, a menudo maquiavélicas."
En el movimiento ambientalista, jugó un papel decisivo en la promoción de la financiación gubernamental y la entrada en reuniones internacionales de organizaciones no gubernamentales ambientalistas.

## Honores y premios
Maurice Strong recibió numerosos honores, premios y medallas. Recibió 53 doctorados honoris causa y cátedras visitantes honorarias en 7 universidades.
Los honores que aparecen en el orden de precedencia canadiense son:
|                                          | Companion of the Order of Canada                       | 1999 |
|                                          | Order of Manitoba                                      | 2005 |
| [[Archivo:{{{nombre}}}.svg\|60px\|alt=]] | Queen Elizabeth II Silver Jubilee Medal                | 1977 |
| [[Archivo:{{{nombre}}}.svg\|60px\|alt=]] | 125th Anniversary of the Confederation of Canada Medal | 1992 |
| [[Archivo:{{{nombre}}}.svg\|60px\|alt=]] | Queen Elizabeth II Golden Jubilee Medal                | 2002 |
| [[Archivo:{{{nombre}}}.svg\|60px\|alt=]] | Queen Elizabeth II Diamond Jubilee Medal               | 2012 |
|                                          | Order of the Polar Star (Sweden)                       | 1996 |
| [[Archivo:{{{nombre}}}.svg\|60px\|alt=]] | Order of the Southern Cross (Brazil)                   | 1999 |
| [[Archivo:{{{nombre}}}.svg\|60px\|alt=]] | Commander of the Order of the Golden Ark (Netherlands) | 1979 |

Otros honores y premios incluyen:
- 1 de julio de 1992: Jura como miembro del Consejo Privado de la Reina para Canadá.
- 2003: Medalla de Bienestar Público de la Academia Nacional de Ciencias de los Estados Unidos: Primer ciudadano no estadounidense en recibir la medalla.[39]
- 2002: Premio Jack P. Blaney al Diálogo otorgado por el Centro para el Diálogo Morris J. Wosk de la Universidad Simon Fraser.[40]
- 2002: Centro Carriage House sobre Asuntos Globales: Premio Candlelight.[41]
- 1995: Premio medioambiental IKEA.[cita requerida]
- 1994: Premio de la Fundación Asahi Glass: Premio Planeta Azul.[42]
- 1994: Premio Jawaharlal Nehru para la Comprensión Internacional.
- 1993: Premio Internacional San Francisco de Medio Ambiente.[cita requerida]
- 1993: Premio Delphi Alexander Onassis.[43]
- 1989: Medalla Pearson de la Paz.[44]
- 1981: Premio Charles A. Lindbergh.[45]
- 1977: Orden Henri Pittier de Venezuela.[46]
- 1975: Premio de la Sociedad Nacional Audubon.[47]
- 1974: Premio Ambiental Tyler.[48]
- 1967: Doctorado honorario de la Universidad Sir George Williams, que más tarde se convirtió en la Universidad Concordia.[49]
- Premio Internacional San Francisco, Becario.
- Miembro de la Real Sociedad de Canadá (FRSC).
- Miembro del Real Instituto de Arquitectura de Canadá (FRAIC).[50]
- Miembro honorario de la junta directiva de la Fundación David Suzuki.[51]
- Miembro distinguido del Instituto Internacional para el Desarrollo Sostenible.[52]
- Miembro residente de la American Philosophical Society.

John Ralston Saul dedicó su polémica Los bastardos de Voltaire: la dictadura de la razón en Occidente a Strong.

## Papeles
Los artículos de Strong están archivados en los Archivos de Ciencias Ambientales y Políticas Públicas de la Biblioteca de Harvard.